# Mike Williams (football américain, 1994)
Pour les articles homonymes, voir Mike Williams.
(en) Statistiques sur pro-football-reference
Michael K. « Mike » Williams, né le 4 octobre 1994 à Vance en Caroline du Sud, est un sportif professionnel américain de football américain ayant joué au poste de wide receiver dans la National Football League (NFL) pendant huit saisons (2017-2025).
Après trois saisons au niveau universitaires jouées dans la NCAA Division I FBS pour les Tigers de l'université de Clemson avec qui il remporte le titre en fin de saison 2016, il est sélectionné en 7e choix global lors du premier tour de la draft 2017 par la franchise des Chargers de Los Angeles. Libéré après la saison 2023, il rejoint les Jets de New York, puis les Steelers de Pittsburgh en 2024 avant de terminer sa carrière en 2025 aux Chargers de Los Angeles.

## Biographie

### Carrière universitaire
Williams étudie à l'université de Clemson et y joue au football américain dans la NCAA Division I FBS pour l'équipe des Tigers de 2013 à 2016.
Il se blesse au cou lors de la première partie de la saison 2015 ce qui met un terme à sa saison. Il revient en force en 2016 en gagnant 1 361 yards en réceptions et en inscrivant 11 touchdowns tout en aidant Clemson à remporter 35 à 31 le championnat national face au Crimson Tide de l'Alabama.

### Carrière professionnelle

#### Draft
Williams est sélectionné en 7e choix global lors du premier tour de la draft 2017 de la NFL par la franchise des Chargers de Los Angeles. Il est le deuxième wide receiver sélectionné lors de cette draft après Corey Davis.

#### Chargers de Los Angeles
Williams manque le camp d'entraînement et les six premiers matchs du calendrier en raison d'une hernie discale. Devancé par Keenan Allen, Tyrell Williams et Travis Benjamin, il est peu ciblé durant sa première saison professionnelle, ne réussissant que 11 réceptions pour 95 yards de gain.
Il voit plus d'action sur le terrain lors de la saison 2018. Il marque notamment son premier touchdown au niveau professionnel après avoir réceptionné une passe de Philip Rivers en 2e semaine contre les Bills de Buffalo. Il connaît sa meilleure partie de saison en 15e semaine contre les Chiefs de Kansas City, inscrivant trois touchdowns en plus de réceptionner une passe sur une conversion à deux points qui donne la victoire aux Chargers sur le score de 29 à 28 vers la fin du match. Cette performance permet à Williams d'être désigné meilleur joueur offensif de la semaine en AFC.
Durant la saison 2019, il se démarque pour sa capacité à attraper de très longues passes et termine la saison avec 1 001 yards en 49 réceptions. Il est le receveur ayant la meilleure moyenne de yards gagnés par réception dans la ligue avec une moyenne de 20,4 yards.
Les Chargers activent l'option de 5e année du contrat de Williams le 30 avril 2020. Il réussit sa première interception en carrière professionnelle en 16e semaine contre les Saints à la suite d'une passe Hail-Mary tentée par le quarterback Drew Lock en toute fin de match (victoire 19 à 16). Il gagne plus de 100 yards en réceptions lors des matchs joués en 5e et 15e semaines contre respectivement les Saints (109 yards et 2 touchdowns) et les Chiefs (108 yards et 1 touchdown). Il termine sa saison avec un bilan de 48 réceptions pour un gain de 756 yards et 5 touchdowns.
Williams réussit sa meilleure saison professionnelle en 2021. Il gagne à trois reprises plus de 100 yards par match soit en 3e semaine lors de la victoire 30 à 24 contre les Chiefs (7 réceptions, 122 yards, 2 touchdowns), en 3e semaine lors de la victoire 47 à 42 contre les Browns (8 réceptions, 165 yards et 2 touchdowns) et en 18e semaine lors de la défaite en prolongation 32 à 35 contre les Raiders (9 réceptions, 119 yards et 1 touchdown). Il termine 2021 en établissant des sommets en carrière avec 76 réceptions (sur 129 passes tentées), 1 146 yards et neuf touchdowns. Il a montré, surtout en début de saison, une bonne entente avec le quarterback émergeant des Chargers, Justin Herbert totalisant six touchdowns et 471 yards en réceptions lors des cinq premiers matchs.
Le 8 mars 2022, Williams signe une extension de contrat de trois ans pour un montant de 60 millions de dollars avec les Chargers.
Même s'il gagne plus de 100 yards par matchs à quatre reprises en 2022, son rendement total est moindre puisqu'il termine avec un bilan de 63 réceptions pour 895 yards et quatre touchdowns en 13 matchs de saison régulière. Il ne participe pas au match de série éliminatoire (défaite contre les Jaguars) à la suite d'une blessure encourue lors du dernier match de saison régulière contre les Broncos (petite fracture du processus transverses dans le dos),.
Lors du match de la 3e semaine de la saison 2023 contre les Vikings, Williams subit une déchirure du ligament croisé antérieur ce qui met un terme à sa saison,.
Le 13 mars 2024, il est libéré par les Chargers.

#### Jets de New York
Libéré par les Chargers, il signe six jours plus tard avec les Jets de New York un contrat d'un an,.
Il entre en conflit avec le quarterback Aaron Rodgers qui le critique après le match perdu contre les Bills en 6e semaine, celui-ci lui reprochant de ne pas avoir suivi le bon trajet sur une passe qu'il lui destinait provoquant ainsi une interception.
En neuf matchs joué pour les Jets, Williams totalise en 12 réceptions un gain cumulé de 166 yards.

#### Steelers de Pittsburgh
Williams finit par être échangé aux Steelers de Pittsburgh le 5 novembre 2024 en échange d'un choix de 5e tour lors de la prochaine draft.
Cinq jours après cet échange, il participe à la victoire 28 à 27 en 10e semaine contre les Commanders de Washington. Il y inscrit le touchdown de la victoire à la suite d'une réception de 32 yards en fin de quatrième quart temps.
Sur la saison 2024 avec les Jets et les Steelers, Williams affiche un bilan de 21 réceptions pour un gain de 298 yards et un touchdown.

#### Chargers de Los Angeles
Le 12 mars 2025, Williams retourne aux Chargers de Los Angeles après y avoir signé un contrat de deux ans pour un montant de 6 millions de dollars.
Placé le 14 juillet sur la liste des joueurs physiquement inaptes à jouer, il annonce prendre sa retraite du football américain professionnel le 17 juillet.

## Statistiques
| Année       | Équipe            | Statut      | MJ |     | Passes réceptionnées | Passes réceptionnées | Passes réceptionnées | Passes réceptionnées |       | Courses | Courses | Courses | Courses |
| Année       | Équipe            | Statut      | MJ | Nb. | Yards                | Moy.                 | TD                   | Nb.                  | Yards | Moy.    | TD      |         |         |
| 2013        | Tigers de Clemson | Fr.         | 10 | 20  | 0 316                | 15,8                 | 03                   | -                    | -     | -       | -       |         |         |
| 2014        | Tigers de Clemson | So.         | 12 | 57  | 1 030                | 18,1                 | 06                   | -                    | -     | -       | -       |         |         |
| 2015        | Tigers de Clemson | Jr.         | 01 | 02  | 0 20                 | 10,0                 | 01                   | -                    | -     | -       | -       |         |         |
| 2016        | Tigers de Clemson | Sr.         | 15 | 98  | 1 361                | 13,9                 | 11                   | -                    | -     | -       | -       |         |         |
| Totaux NCAA | Totaux NCAA       | Totaux NCAA | 38 | 177 | 2 727                | 15,4                 | 21                   | -                    | -     | -       | -       |         |         |

| Année                    | Équipe                   | MJ  |     | Passes réceptionnées | Passes réceptionnées | Passes réceptionnées | Passes réceptionnées |       | Courses | Courses | Courses | Courses |  | Fumbles | Fumbles |
| Année                    | Équipe                   | MJ  | Nb. | Yards                | Moy.                 | TD                   | Nb.                  | Yards | Moy.    | TD      | Nb.     | Perdus  |  |         |         |
| 2017                     | Chargers de Los Angeles  | 10  | 11  | 0 95                 | 08,6                 | 0                    | -                    | -     | -       | -       | 0       | 0       |  |         |         |
| 2018                     | Chargers de Los Angeles  | 16  | 43  | 0 664                | 15,4                 | 10                   | 7                    | 28    | 4,0     | 1       | 0       | 0       |  |         |         |
| 2019                     | Chargers de Los Angeles  | 15  | 49  | 1 001                | 20,4                 | 02                   | 1                    | 02    | 2,0     | 0       | 0       | 0       |  |         |         |
| 2020                     | Chargers de Los Angeles  | 15  | 48  | 756                  | 15,8                 | 05                   | 1                    | 01    | 1,0     | 0       | 0       | 0       |  |         |         |
| 2021                     | Chargers de Los Angeles  | 16  | 76  | 1 146                | 15,1                 | 09                   | -                    | -     | -       | -       | 0       | 0       |  |         |         |
| 2022                     | Chargers de Los Angeles  | 13  | 63  | 0 895                | 14,2                 | 04                   | -                    | -     | -       | -       | 0       | 0       |  |         |         |
| 2023                     | Chargers de Los Angeles  | 03  | 19  | 0 249                | 13,1                 | 01                   | 1                    | 03    | 3,0     | 0       | 0       | 0       |  |         |         |
| 2024                     | Jets de New York         | 09  | 12  | 0 166                | 13,8                 | 0                    | -                    | -     | -       | -       | 0       | 0       |  |         |         |
| 2024                     | Steelers de Pittsburgh   | 09  | 09  | 0 132                | 14,7                 | 01                   | -                    | -     | -       | -       | 0       | 0       |  |         |         |
| Totaux chez les Chargers | Totaux chez les Chargers | 88  | 309 | 4 806                | 15,6                 | 31                   | 10                   | 34    | 3,4     | 1       | 0       | 0       |  |         |         |
| Totaux en carrière       | Totaux en carrière       | 106 | 330 | 5 104                | 15,5                 | 32                   | 10                   | 34    | 3,4     | 1       | 0       | 0       |  |         |         |

| Année              | Équipe                  | MJ |              | Passes réceptionnées | Passes réceptionnées | Passes réceptionnées | Passes réceptionnées |              | Courses      | Courses      | Courses | Courses |  | Fumbles | Fumbles |
| Année              | Équipe                  | MJ | Nb.          | Yards                | Moy.                 | TD                   | Nb.                  | Yards        | Moy.         | TD           | Nb.     | Perdus  |  |         |         |
| 2018               | Chargers de Los Angeles | 2  | 7            | 110                  | 15,7                 | 0                    | 0                    | 0            | 0,0          | 0            | 0       | 0       |  |         |         |
| 2022               | Chargers de Los Angeles | 0  | N'a pas joué | N'a pas joué         | N'a pas joué         | N'a pas joué         | étant blessé         | étant blessé | étant blessé | étant blessé | -       | -       |  |         |         |
| 2024               | Steelers de Pittsburgh  | 1  | 1            | 037                  | 37,0                 | 0                    | 0                    | 0            | 0,0          | 0            | 0       | 0       |  |         |         |
| Totaux en carrière | Totaux en carrière      | 3  | 8            | 147                  | 18,4                 | 0                    | 0                    | 0            | 0,0          | 0            | 0       | 0       |  |         |         |